# Kim Sung-ki
Kim Sung-ki (21 novembre 1961) è un ex calciatore sudcoreano, di ruolo centrocampista.